# Diablo III
Diablo III је RPG (играње улога у фантазијском свету) акциона игра видео-игра развијена и објављена од стране Близард ентертејнмента.
То је трећи наставак франшизе о Ђаволу који је пуштен у продају у Америци, Европи, Јужној Кореји и на Тајвану 15. маја 2012. а у Русији је 7. јуна 2012, за Windows и Mac OS X. Верзија за конзоле пуштена је у продају за PlayStation 3 и Xbox 360, 3. септембра 2013. године. PlayStation 4 верзија је планирана да буде пуштена у 2014. години.
У игри, играчи бирају једну од пет улога: Доктор врач (енгл. Witch Doctor), Варварин (енгл. Barbarian), Чаробњак (енгл. Wizard), Монах (енгл. Monk) и Ловац демона (енгл. Demon Hunter), а имају задатак да победе господара таме под именом Ђаво (лат. Diablo).
Будуће проширење (експанзија) игре носиће име Diablo III: Reaper of Souls.